# Catedral de Génova
La catedral de San Lorenzo (en italiano: Cattedrale di San Lorenzo) es la sede episcopal católica de la ciudad de Génova y la iglesia más importante de la diócesis de Génova, en la región italiana de Liguria. Fue consagrada por el papa Gelasio II en 1118 y está dedicada a san Lorenzo.
Se trata de un edificio fundamentalmente medieval, con algunos añadidos posteriores. Fue construida entre el siglo XII y el siglo XIV. Las naves secundarias y las portadas laterales son de estilo románico, la fachada principal es gótica (de comienzos del siglo XIII), las columnas con capiteles y los pasillos interiores datan de comienzos del siglo XIV, la torre del campanario y la cúpula son del siglo XVI.

## Historia
La catedral fue fundada probablemente en el siglo V o VI d. C., y en un principio se dedicó a san Siro, obispo de Génova. Las excavaciones que se han realizado bajo el pavimento y en la zona frente a la actual fachada oeste han dejado al descubierto muros y suelos de la época romana, así como sarcófagos precristianos, lo que sugiere la existencia de un cementerio en el lugar. Más tarde se edificó una iglesia consagrada a los doce Apóstoles que a su vez fue sustituida por una nueva catedral dedicada a san Lorenzo, construida en estilo románico. El dinero para financiar esta obra provino de los triunfos de las flotas genovesas durante las cruzadas.
La edificación de la catedral favoreció la urbanización de la zona, que con la construcción de sus murallas en 1155, y la fusión de los tres núcleos de la ciudad antigua (castrum, civitas y burgus), se convirtió en el corazón de la villa. La plaza, en ausencia de otras plazas públicas o centros de poder laico, fue el único espacio público que tuvo la ciudad durante la Edad Media. La iglesia fue consagrada en 1118 por elpapa Gelasio II, y en 1133 adquirió rango de archidiócesis. Tras el incendio de 1296, causado durante las guerras entre güelfos y gibelinos, el edificio tuvo que ser restaurado, y en parte reconstruido. Entre 1307 y 1312 se terminó la fachada, se reedificaron las columnatas con capitales y se añadió el matroneo. Las estructuras románicas se mantuvieron prácticamente intactas, y también se pintaron frescos de temas religiosos.
Entre los siglos XIV y XV se erigieron varios altares y capillas. La pequeña galería de la torre noreste de la fachada se construyó en 1455. La opuesta, de estilo manierista, en 1522. En 1550, los magistrados de la ciudad encargaron al arquitecto Galeazzo Alessi el proyecto de reconstrucción de todo el edificio, pero solo se ejecutó la cubierta de las naves, el suelo, la cúpula y el ábside.
La construcción de la catedral terminó en el siglo XVII. La cúpula y las partes medievales se restauraron entre 1894 y 1900.
Entre las obras de arte que alberga la iglesia destacan los frescos que adornan el techo de la capilla norte, de Luca Cambiaso; la Crucifixión con santos (Visión de San Sebastián) de Barocci; un Episodio de la vida de San Lorenzo de Giovanni Andrea Ansaldo frente al órgano; el fresco del Martirio de San Lorenzo en el techo del presbiterio, pintado por Lazzaro Tavarone; y una Asunción de la Virgen (1914) de Gaetano Previati. La iglesia también conserva frescos del siglo XIV de estilo bizantino en la portada principal. Entre las obras de escultura, una estatua en la capilla de San Juan de Domenico Gagini ; la Virgen y el San Juan Bautista de Andrea Sansovino. También hay obras de Matteo Civitali, Taddeo Carlone, así como de Giacomo della Porta  y su sobrino Guglielmo della Porta.
Bajo la catedral se encuentra El Museo del Tesoro, que alberga una colección de joyería y platería desde el siglo IX a la actualidad. Entre las piezas más importantes, el Sacro Catino traído a Génova por Guglielmo Embriaco tras la conquista de Cesarea, que en su momento se creyó el Santo Grial, y la custodia procesional.

### Daños durante la guerra

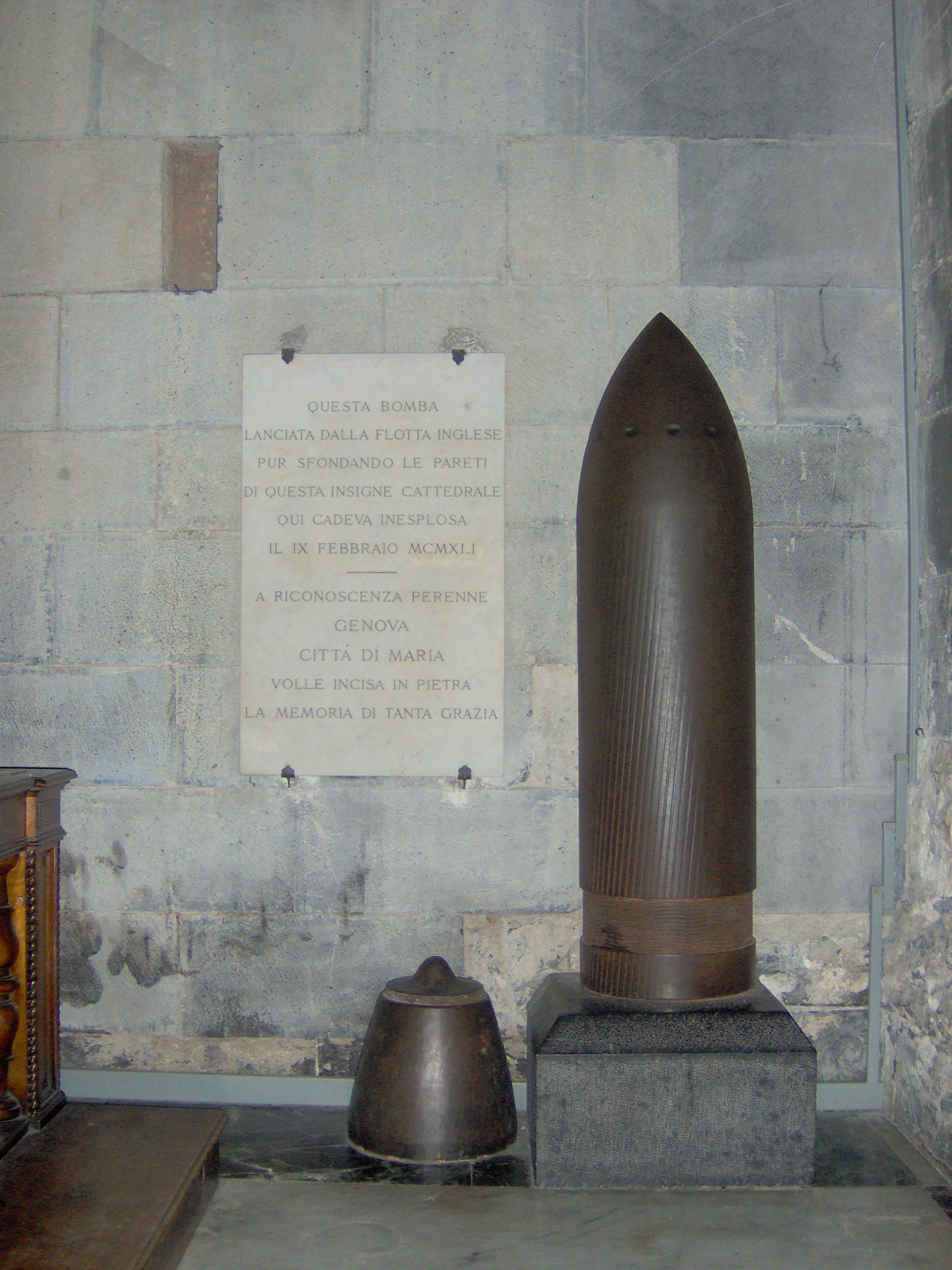
Obús lanzado contra la catedral de Génova el 9 de febrero de 1941

El 9 de febrero de 1941, la catedral se salvó del bombardeo a que fue sometida la ciudad durante la Operación Grog. Por un error humano, el navío británico HMS Malaya disparó un obús perforador contra la esquina sudeste de la nave. El material relativamente blando no consiguió hacer detonar la espoleta, por lo que el proyectil pudo ser desactivado y actualmente se conserva en la catedral.

## Arquitectura de la catedral

### Exterior

#### Fachada

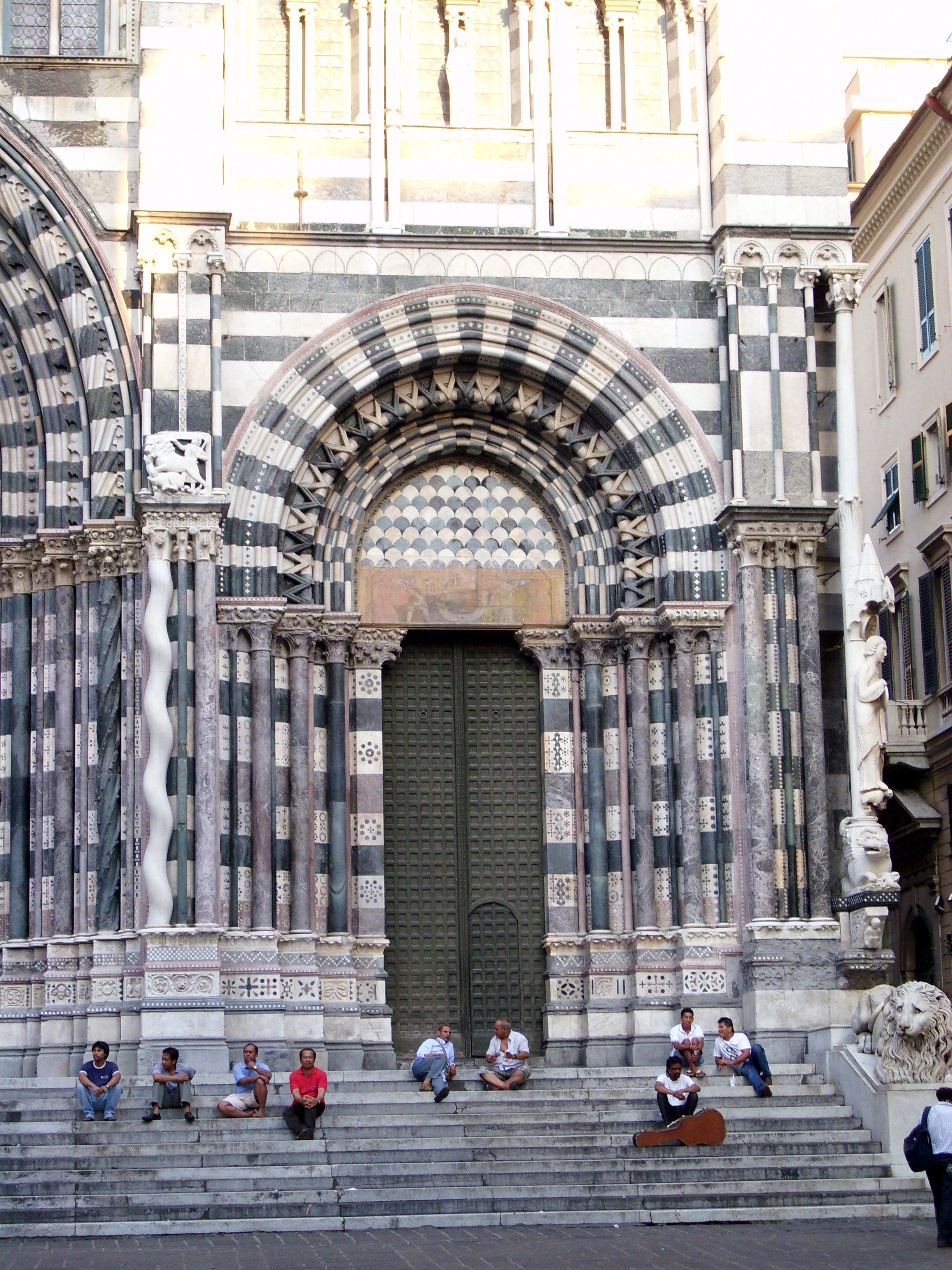
Detalle de la portada central

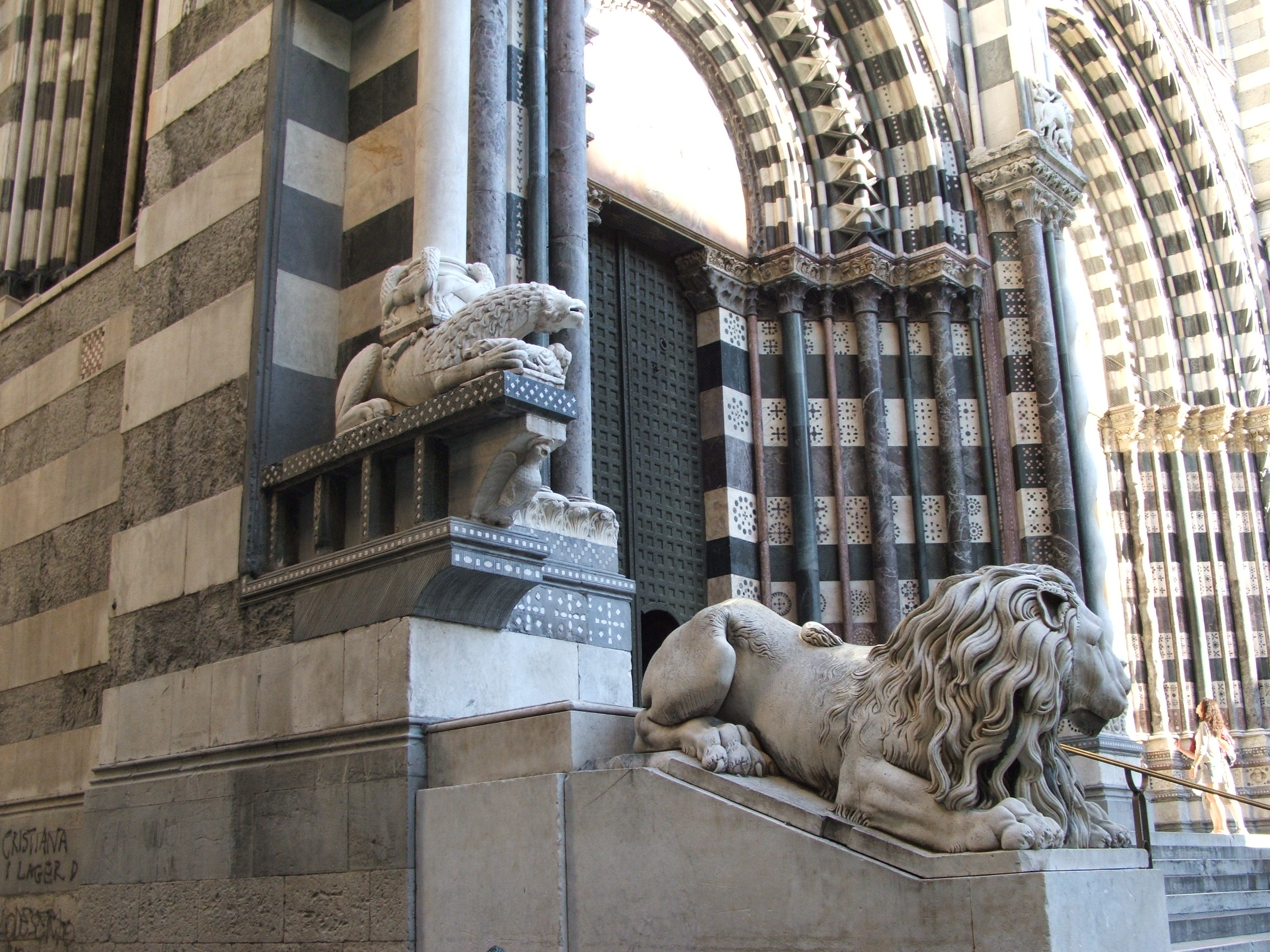
Uno de los leones de la escalera central.

La alternancia de gris y blanco sobre la fachada, bastante común en Liguria, da un aspecto macizo al conjunto y evoca el estilo románico, al tiempo que los tres pórticos adornados con numerosas estatuas recuerdan las catedrales góticas. La alternancia de colores también se aprecia en las columnas. La escalinata está delimitada por muretes sobre los que se asientan sendos leones.
En el tímpano del pórtico central puede verse un Cristo en Majestad o pantocrátor rodeado de una mandorla casi circular. El cristo parece salir de su sepulcro, que se aprecia tras él. La mandorla está rodeada por los cuatro animales del Apocalipsis que la tradición cristiana atribuye a los Cuatro Evangelistas. Bajo estas figuras, un friso horizontal ilustra el martirio de san Lorenzo, representado sobre una parrilla rodeada por dos verdugos que atizan las brasas con fuelles. A la izquierda se reconoce al emperador que ordena la ejecución con una señal imperiosa.
A ambos lados de la puerta hay bajorrelieves con escenas bíblicas: a la derecha, un árbol de Jesé con escenas que describen la historia del pueblo judío, a la izquierda escenas de la vida de Cristo.

#### Otras entradas
En el lado izquierdo hay una entrada lateral relativamente discreta situada delante del baptisterio, que sobresale del cuerpo principal del edificio. Esta entrada está adornada con una galería guarnecida por cuatro columnas.
En el lado derecho, detrás del campanario, hay otra entrada adornada por una galería similar, a cuya derecha hay una hornacina decorada con la alternancia de colores que se ve en la fachada.

### Interior
El interior es una basílica de planta de cruz latina, con coro de tres ábsides. El conjunto se divide en tres luminosas naves, con las bóvedas desnudas hasta el crucero, separadas por hileras de columnas de mármol coronadas por el matroneo. Se distingue abajo la parte gótica, con arcos apuntados de rayas blancas y negras, y en la parte superior, los arcos de medio punto románicos, de los siglos XI y XII.
Este orden aparentemente inverso de estilos se debe a la reconstrucción que se llevó a cabo en la catedral tras el incendio de 1296. Para reconstruir los arcos inferiores, manteniendo intacto el matroneo de la parte superior, se crearon estructuras de madera, trabajo facilitado por la experiencia de los artesanos de Génova en la construcción naval.
Sobre la puerta central de entrada hay dos frescos que datan de finales del siglo XIII y principios del siglo XIV, que representan el Juicio Final y la Glorificación de la Virgen. Estos frescos son de estilo bizantino, el primero de ellos obra de Marco il Greco
Los techos abovedados se añadieron en el siglo XVI por el arquitecto Galeazzo Alessi, sustituyendo al antiguo techo sostenido por cerchas de madera.

### Nave de la derecha
A la entrada se observa el sepulcro de Pietro Giovanni Chiavica (1559), seguida de una crucifixión anónima, datada en 1443. En el interior del pórtico lateral, puede verse una Virgen eleusa entre dos santos y dos ángeles datados alrededor de 1312, en un estilo que evoca los iconos bizantinos. El obús lanzado por la marina británica durante la Segunda Guerra Mundial y que no llegó a estallar está situado en una pequeña columna como exvoto para agradecer «la protección del Cielo».
Sobre la estatua del cardenal Pietro Boetto (1938-1945) hay un fresco de la Última Cena de Lazzaro Tavarone realizada en 1626. En la nave se ubican el púlpito, realizado en 1526 por P. Scala da Carona y el tríptico de la Asunción realizado en 1905 por Gaetano Previati. A la altura del crucero, destaca una estatua moderna de San José guiando al niño Jesús en la tumba del cardenal Giuseppe Siri.
La capilla Senarega está decorada con una Crucifixión con la Virgen, San Juan y San Sebastián de Federico Barocci en el estilo clásico de Guido Reni, así como un icono anónimo de una Virgen Odighitria del siglo XV sobre del altar. La bóveda de la capilla está adornada con frescos y estucos realizados por Giovanni Andrea Carlone en honor de Nuestra Señora del Perpetuo Socorro.
Al fondo de la nave se encuentra el tesoro de San Lorenzo, que alberga el Sacro Catino.

### Nave central
Esta nave está separada de las dos naves laterales por dos hileras de columnas coronadas por un segundo nivel de columnas más pequeñas.

#### Presbiterio
El presbiterio está presidido por una escultura de la Madonna Regina di Genova, obra de Domenico Fiasella y Gio Battista Bianco de 1637. La bóveda del presbiterio está decorada con estucos y medallones en torno a dos frescos de Lazzaro Tavarone de gran tamaño, que representan el martirio de san Lorenzo y la escena en la que, según la tradición, el santo presenta las riquezas de la Iglesia (los pobres) ante el emperador.

#### Coro
El coro (realizado entre 1527 y 1565) está guarnecido por una sillería en tres niveles, de los que solo el superior rodea completamente el ábside. Los otros dos niveles están dispuestos de forma que permitan la circulación de los canónigos. En el nivel superior, los asientos están realizados en marquetería de colores oscuros, en contraste con los tableros, realizados en tonos más claros. En uno de ello se puede admirar un bajorrelieve sobre el martirio de san Lorenzo, cuando este interpela al emperador desde la parrilla.

### Nave de la izquierda

#### Baptisterio
El baptisterio, llamado de San Juan el Viejo, esta rodeado por una capilla en forma de L, de un autor desconocido del siglo XV. La capilla está decorada con óleos y frescos: sobre el altar, una pintura de Luca Cambiaso, que presenta a san Benito flanqueado por san Juan Bautista y san Lucas; en la pared a la derecha del altar, un cuadro de las bodas de Caná, de Domenico Fiasella. Ante la entrada de la capilla del baptisterio puede verse un cuadro de la Anunciación de Giovanni Battista Paggi.

#### Capilla de San Juan Bautista
En esta capilla se conserva una urna que supuestamente contiene las cenizas de san Juan Bautista. Los rasgos más sobresalientes son el baldaquino de mármol sobre el altar y las esculturas que ocupan los muros de la capilla, obra de Matteo Civitali y Andrea Sansovino.

#### Transepto
A ambos extremos del transepto se sitúan dos órganos. El del lado norte fue construido en 1554 por Giovanni Battista Facchetti, con decoración barroca de Gaspare Forlani. Los postigos están decorados por pinturas de Giulio Benso: en el interior representan a los santos patrones de la ciudad acompañados de ángeles músicos, y en la cara externa, un cuadro en dos partes representa a David danzando ante el Arca de la Alianza.
Bajo el órgano se encuentra el monumento funerario de Giuliano Cybo, obispo de Agrigento, obra de Giacomo y Guglielmo della Porta: datado en la década de 1530. Se trata de un altar dedicado a san Pedro y san Pablo con varias estatuas y bajorrelieves de santos, así como una estatua orante y otra yacente del obispo.

#### Capilla Lercari
La capilla del ábside izquierdo, que recibe su nombre de una noble familia genovesa, Está dedicada a la Virgen María y es la capilla del sagrario. Realizada en dos alturas, el altar está coronado por un tabernáculo de estilo contrarreforma. En la pared norte, dos frescos representan los esponsales de la Virgen y la presentación en el Templo. En la bóveda, un tercer fresco representa la Asunción de María. Estos frescos son probablemente un trabajo conjunto de Luca Cambiaso y Giovanni Battista Castello.

## Galería de imágenes

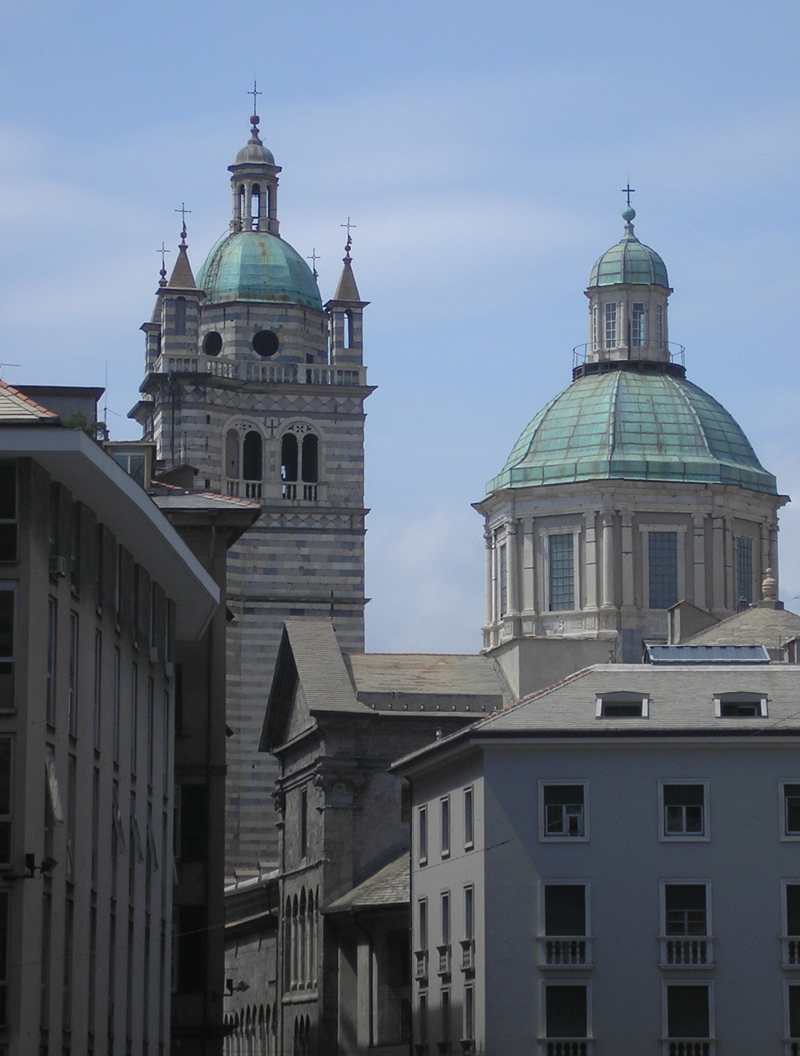
Cúpulas de la catedral
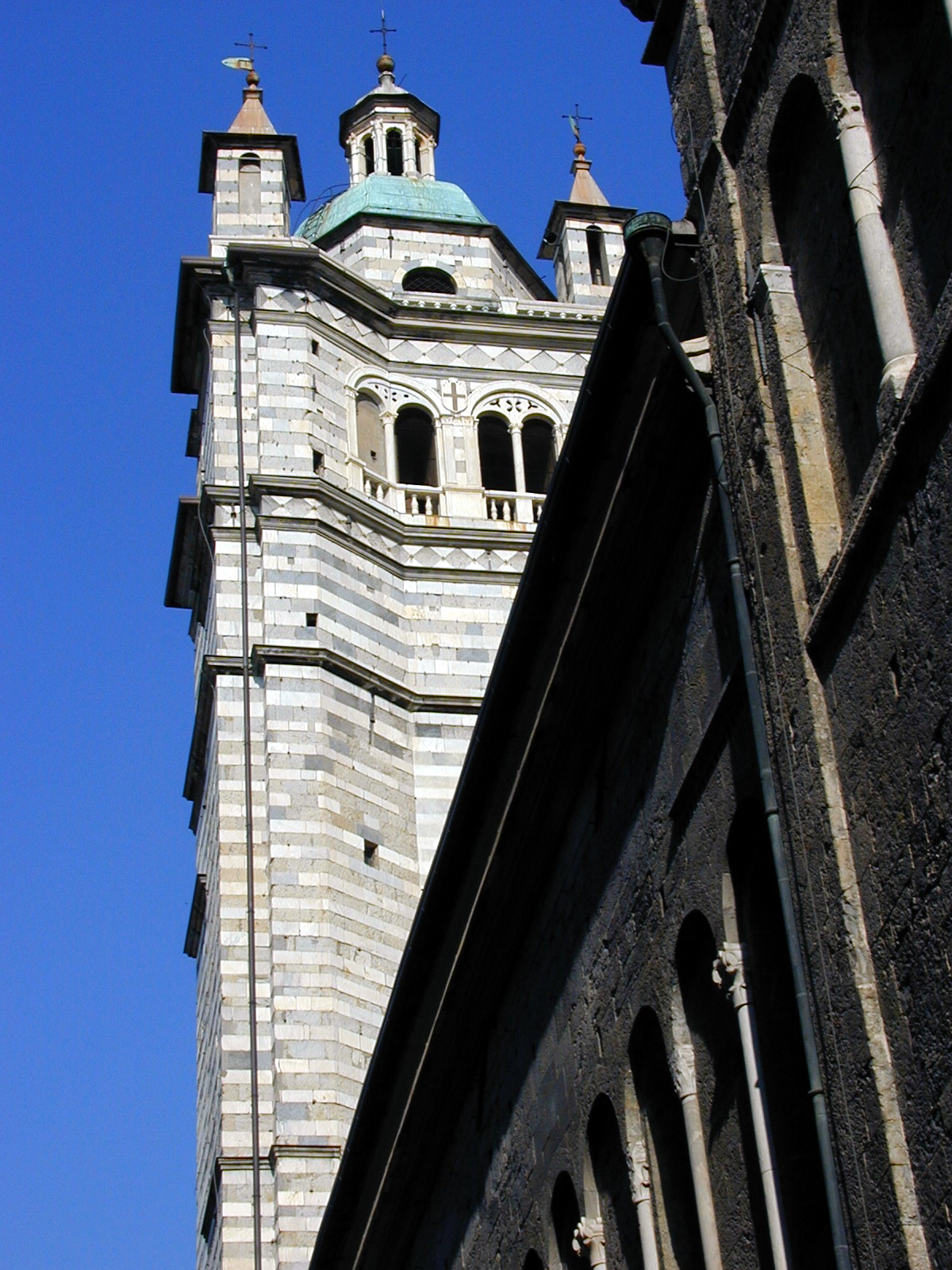
Campanario de San Lorenzo
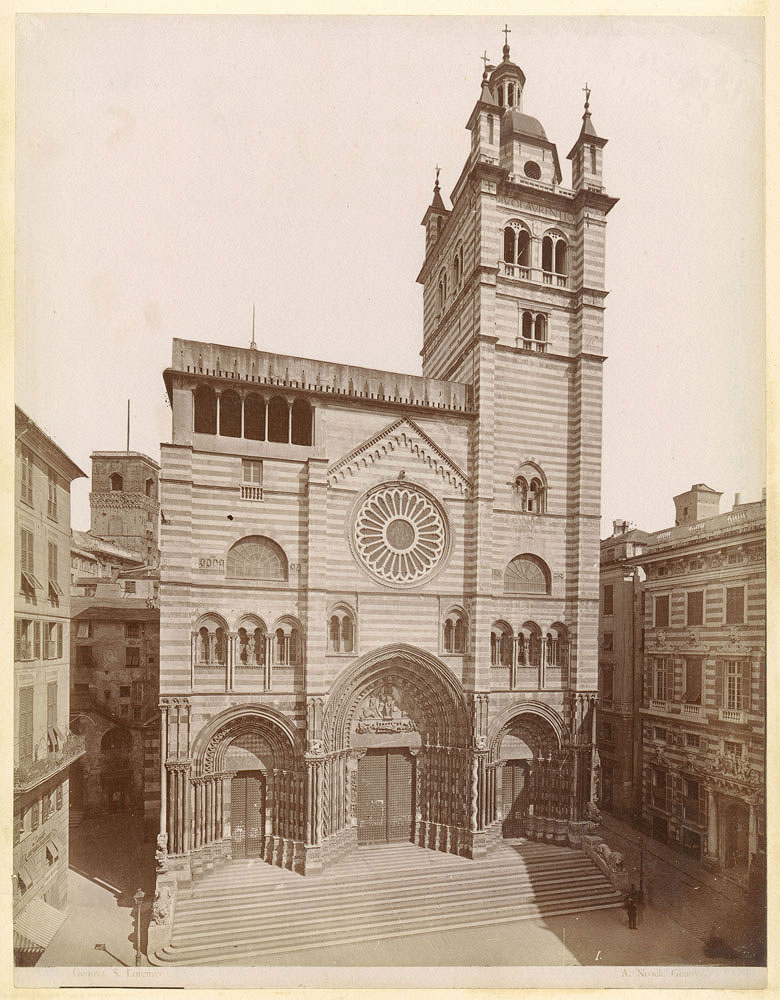
Foto de Alfred Noack, antes de 1914
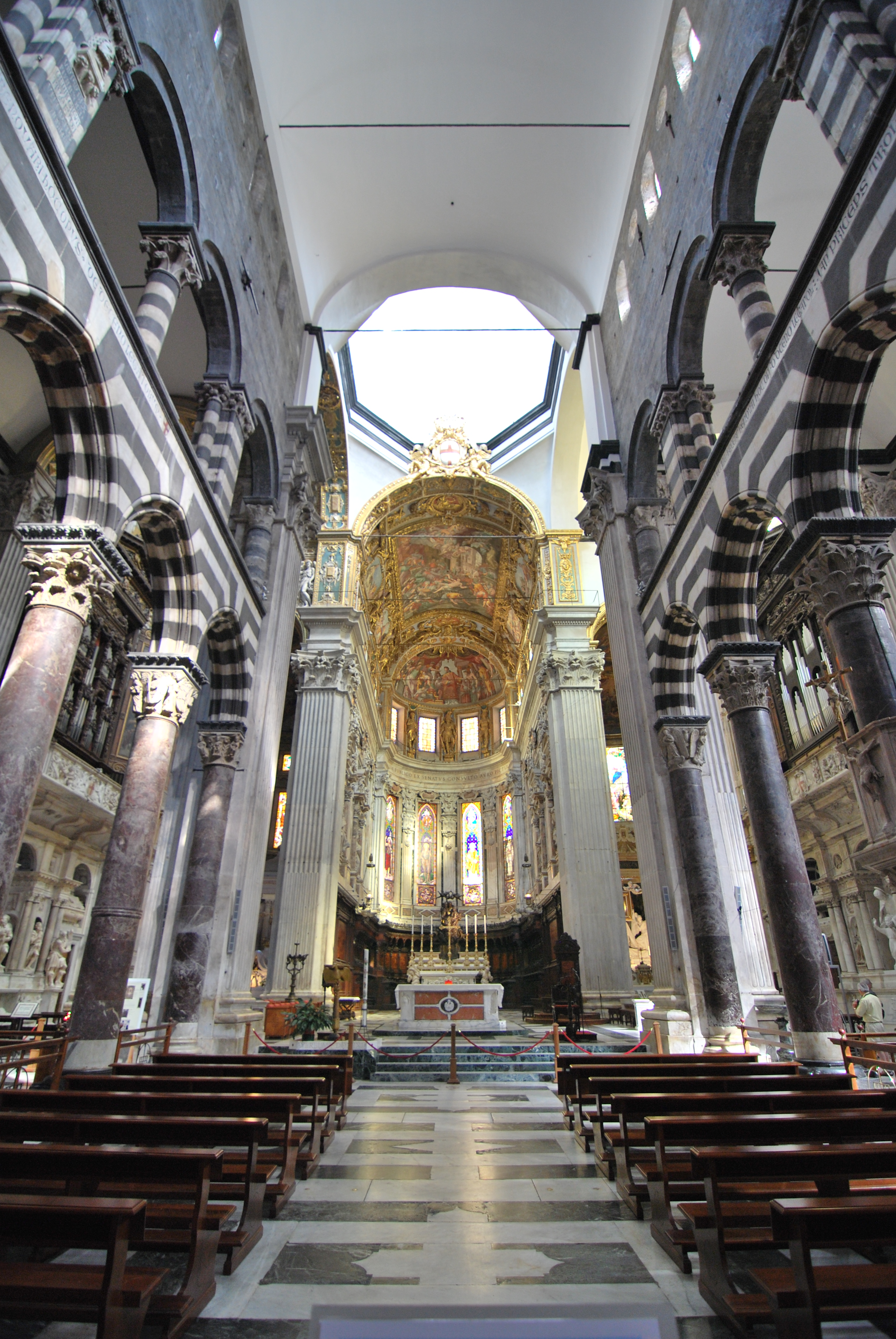
Nave principal, presbiterio y coro
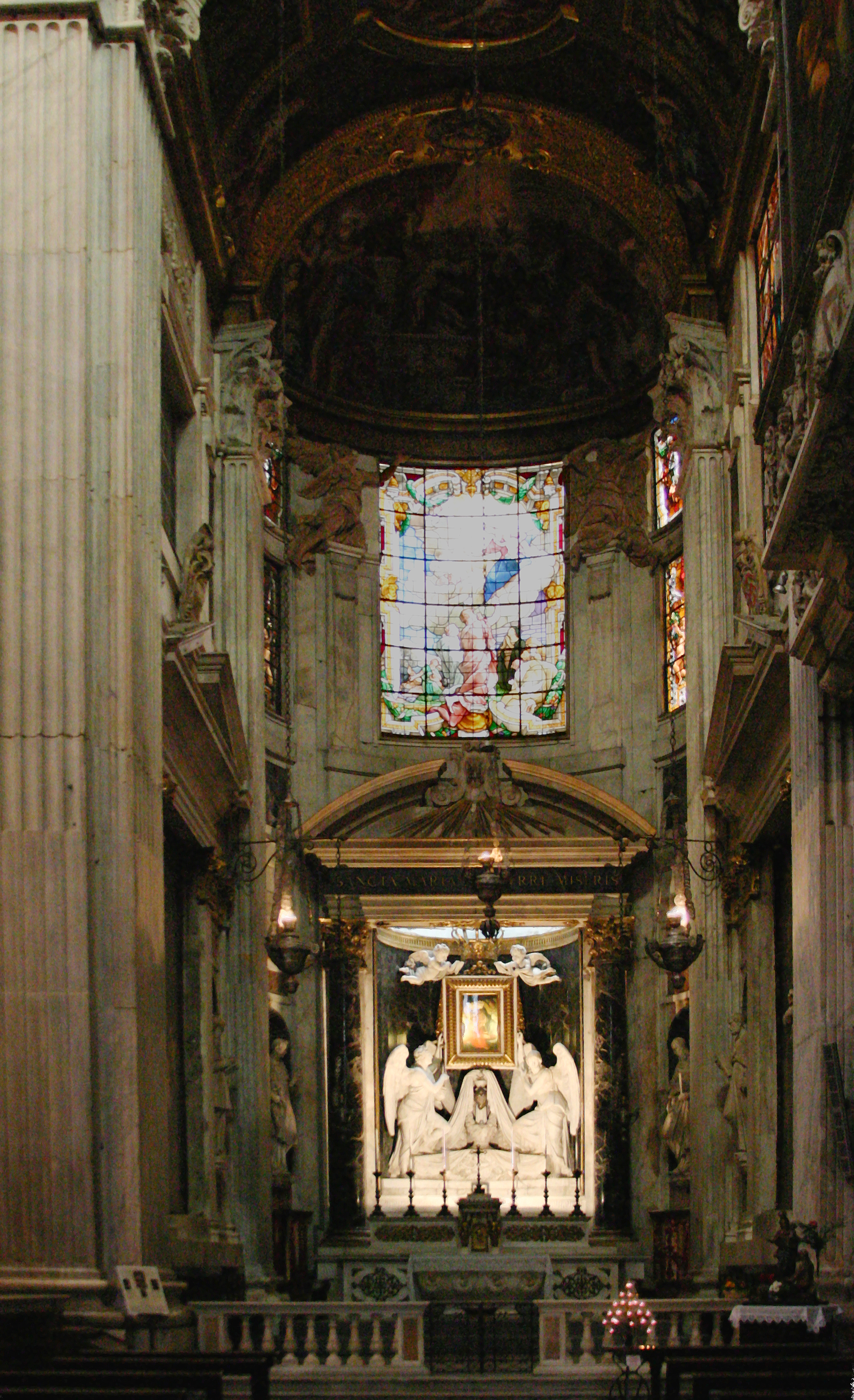
Capilla absidal sur.

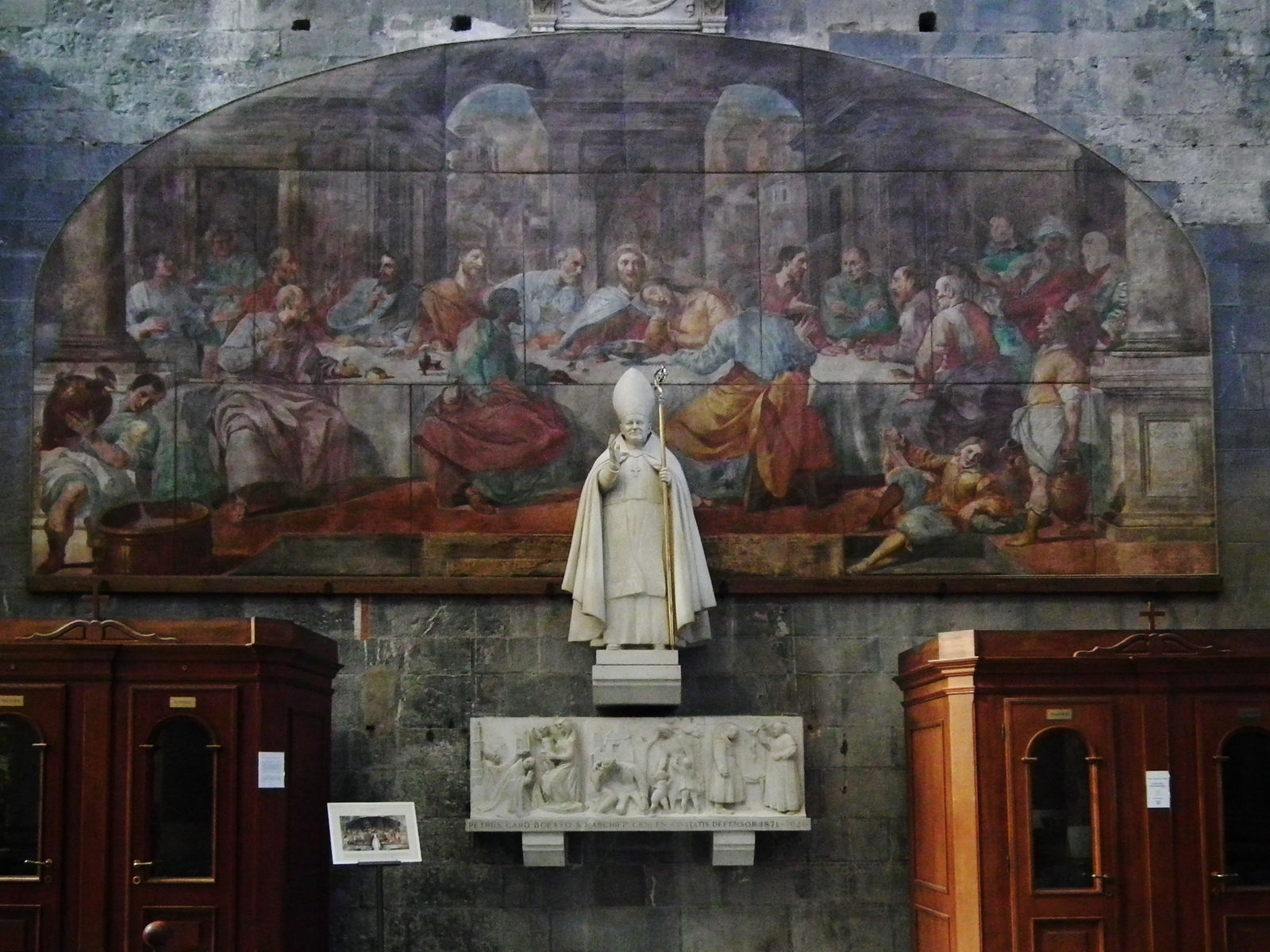
Fresco de la Última Cena, de Lazzaro Tavarone en la nave derecha.
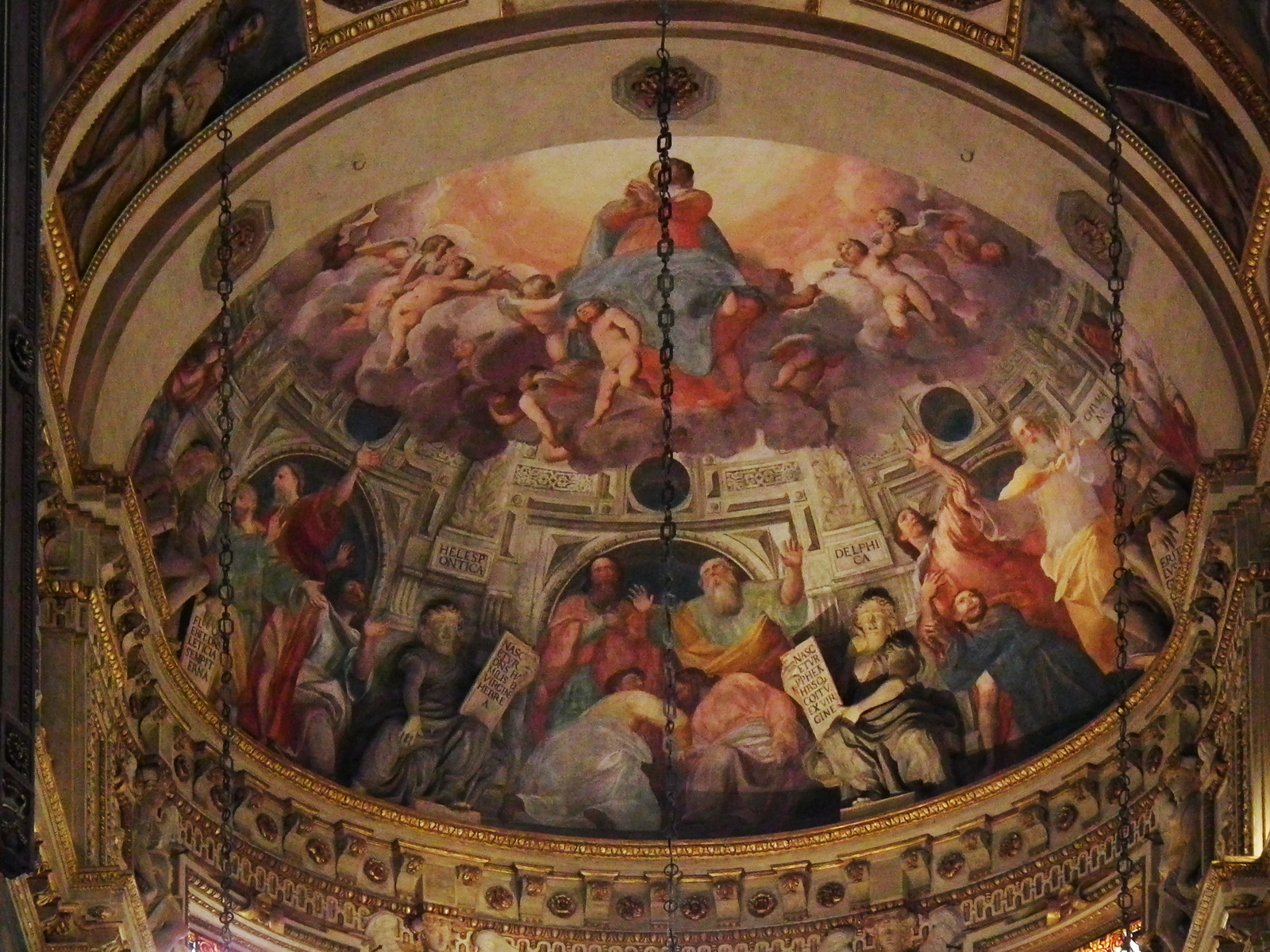
Asunción de la Virgen, de Luca Cambiaso, en la capilla absidal norte.
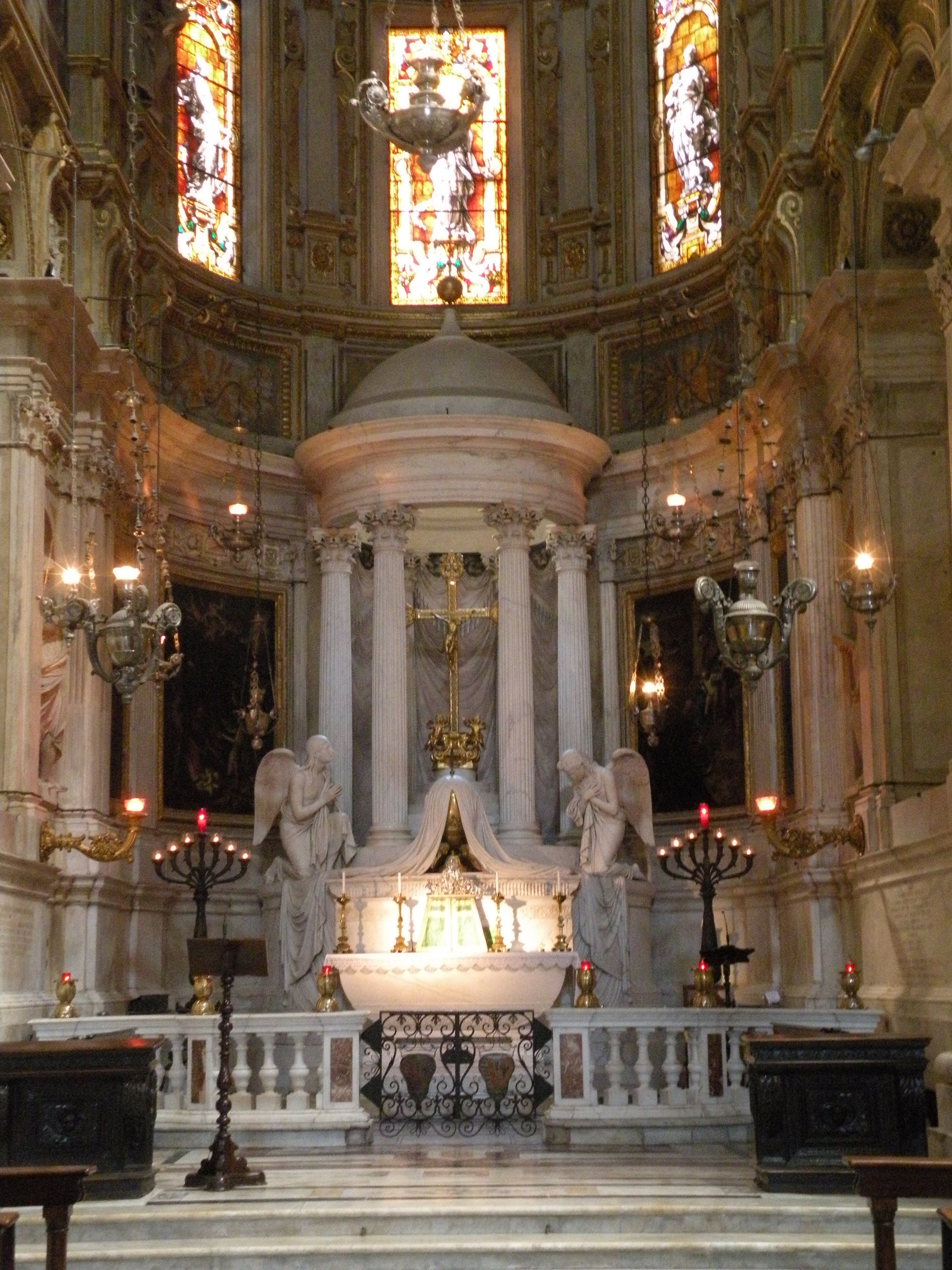
Altar de Carlo Barabino en la capilla absidal norte.
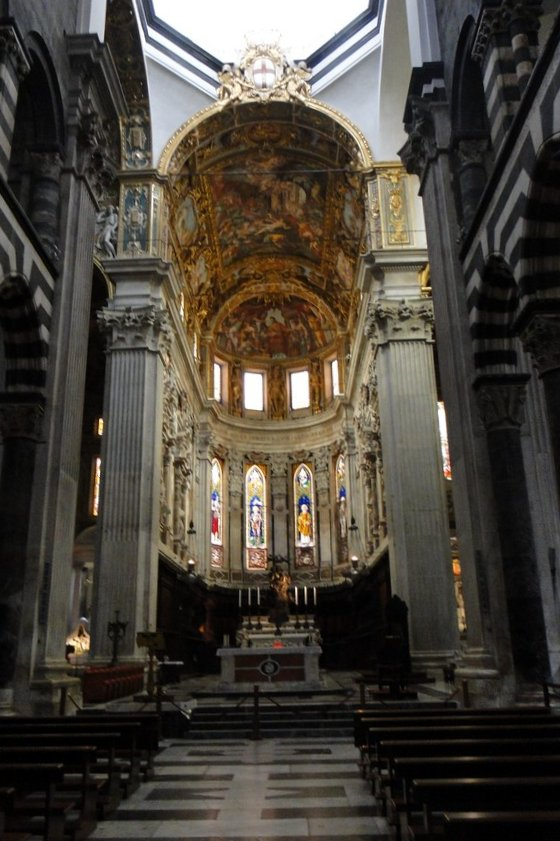
Catedral de Genova, altar.